# Люхув-Дольни
Люхув-Дольни (пол. Luchów Dolny) — село в Польщі, у гміні Тарногород Білґорайського повіту Люблінського воєводства. Населення — 607 осіб (2011).

## Історія
За даними етнографічної експедиції 1869—1870 років під керівництвом Павла Чубинського, у селі переважно проживали римо-католики, меншою мірою — православні українці та греко-католики, які розмовляли українською мовою.
У 1975—1998 роках село належало до Замойського воєводства.

## Демографія
Демографічна структура станом на 31 березня 2011 року:
|          | Загалом | Допрацездатний вік | Працездатний вік | Постпрацездатний вік |
| -------- | ------- | ------------------ | ---------------- | -------------------- |
| Чоловіки | 319     | 64                 | 220              | 35                   |
| Жінки    | 288     | 58                 | 159              | 71                   |
| Разом    | 607     | 122                | 379              | 106                  |